# María Chinchilla Recinos
María Chinchilla Recinos (Asunción Mita, 2 de septiembre de 1909-Ciudad de Guatemala, 25 de junio de 1944) fue una maestra guatemalteca que se convirtió en el símbolo de las luchas magisteriales en contra del gobierno del general Jorge Ubico al ser asesinada durante una manifestación pacífica contra el gobernante.

## Biografía
En Las Ánimas -su comunidad natal en Asunción Mita- no había escuela, por lo que su educación primaria la cursó en la villa de Asunción Mita. Luego, sus padres la enviaron a estudiar a Jalapa, donde en 1927 obtuvo el título de Maestra de Instrucción Primaria en el renombrado Instituto Normal Centroamericano para Señoritas (INCAS).
Después de algún tiempo de trabajar como maestra en una escuela de Asunción Mita, Chinchilla Recinos se fue a vivir a la Ciudad de Guatemala donde se avecindó el 22 de marzo de 1932, según consta en su Cédula de Vecindad No. 22,691 extendida en la Municipalidad de Guatemala.  En la ciudad capital, Chinchilla Recinos laboró como docente en la Escuela Nacional de Niñas «José Felipe Flores», en la Escuela Nacional de Niñas «Manuel Cabral» y en el Colegio Particular «María Minera». Además, formó parte de la Asociación de Maestras Católicas.

### Manifestaciones contra el régimen de Jorge Ubico

Presidente Jorge Ubico Castañeda.

En esa época el Presidente de Guatemala era el general Jorge Ubico Castañeda, quien tuvo a los institutos nacionales militarizados y a los maestros con sueldos muy bajos. En el mes de mayo de 1944 los estudiantes de la Universidad Nacional, de la Escuela Normal para Varones y los maestros iniciaron a mostrar su inconformidad mediante manifestaciones pacíficas.
En mayo de 1944 se organizó el «Partido Social Democrático» (PSD), que aglutinó a profesionales universitarios -en su mayoría abogados- y militares, y que se autodefinía como «socialista democrático: socialistas depurados y demócratas efectivos».  Entre sus miembros estaban:
- Coronel Guillermo Flores Avendaño: quien ocupó varios cargos públicos en los gobiernos de José María Orellana, Lázaro Chacón y Jorge Ubico.
- Licenciado Carlos Zachrisson: exministro de Finanzas de José María Orellana[a]
- Dr. Julio Bianchi: reconocido médico, exmiembro fundador del «Partido Unionista» que derrocó a Manuel Estrada Cabrera en 1920, y exembajador de Guatemala ante los Estados Unidos.
- Sr. Jorge Toriello Garrido: comerciante

Los miembros del PSD tuverion una participación activa en los movimientos sociales que se desarrollando en junio de ese año.
El 1.° de junio de 1944, el gobierno de Ubico Castañeda incrementó el salario de los empleados públicos en un 15%, pero solo para los empleados que ganaban menos de 15 quetzales mensuales.  Esto dejaba fuera a los maestros, quienes iniciaron una serie de protestas pacíficas para ser incluidos en este aumento. Por su parte, los estudiantes universitarios iniciaron marchas pacíficas para exigir la destitución de sus decanos, ya que durante el gobierno del general Ubico la Universidad Nacional era dependencia del Ministerio de Instrucción Pública y las autoridades eran nombradas directamente por el presidente de la República; Ubico Castañeda accedió a cambiar a los decanos, pero los sustitutos que nombró no fueron del agrado de los estudiantes, quienes redoblaron sus protestas.
Entonces, el 22 de junio, 311 individuos firmaron un documento que fue enviado al presidente Ubico Castañeda en respuesta a la supresión de las garantías constitucionales que este ordenó tras las protestas de los estudiantes universitarios.  El documento se conoce como la «Carta de los 311». Este memorial fue redactado en casa del doctor el Dr. Julio Bianchi y entre los firmantes estaban:
- Eduardo Cáceres Lehnhoff
- Manuel Galich
- Flavio Herrera
- Julio César Méndez Montenegro
- Dr. Carlos Federico Mora
- Lic. David Vela[5]

Ubico no respondió favorablemente a este memorando y reprimió fuertemente las protestas que siguieron; el 25 de junio por la mañana, sus fuerzas de seguridad actuaron violentamente contra una manifestación pacífica, provocando varios muertos y heridos.

## Muerte
Para mostrar su indignación por los hechos ocurridos en la mañana, un numeroso grupo de mujeres, vestidas de luto, se reunieron a las cinco de la tarde, frente a la Iglesia de San Francisco y de ese lugar salieron en manifestación pacífica exigiendo libertad, democracia y la renuncia del presidente. Policía y soldados dispararon contra las mujeres manifestantes, entre ellas María Chinchilla Recinos, quien recibió un balazo en el pómulo derecho y cayó muerta en la 17 calle y 6.a avenida del Centro Histórico de Ciudad de Guatemala. Al día siguiente, fue sepultada en el Cementerio General de la Ciudad de Guatemala en el «Panteón del Maestro».
Por haber manifestado públicamente su descontento gran cantidad de personas resultaron heridas y varias fallecieron el 25 de junio de 1944. El 1.° de julio, presionado por múltiples sectores, el presidente Jorge Ubico Castañeda renunció a su cargo, dejando en su lugar a un triunvirato militar encabezado por el general Federico Ponce Vaides.

## Homenajes
Los periódicos de esa época dan testimonio del reconocimiento que la sociedad guatemalteca rindió a la profesora Chinchilla Recinos, valorándola como mártir, heroína y símbolo del civismo, por haber dado su vida por una patria mejor. También el Magisterio exaltó la valentía de su colega, y el jueves 6 de julio de 1944, la Asociación Nacional de Maestros en magna asamblea acordó que en adelante el «Día del Maestro» en Guatemala sería celebrado el 25 de junio de cada año.